# Vitória da Conquista
Vitória da Conquista là một đô thị thuộc bang Bahia, Brasil. Đô thị này có diện tích 3204,257 km², dân số năm 2007 là 308204 người, mật độ 90,4 người/km².